# Tríptico del Descendimiento (Ambrosius Benson)
El Tríptico del Descendimiento es una obra de Ambrosius Benson (c.1490-1550), pintor flamenco del siglo XVI, que hasta el 12 de diciembre de 2018 -fecha en que fue trasladado- se encontraba en la capilla de San Andrés de la catedral de Segovia (Castilla y León), aunque procede de la iglesia de San Miguel de la misma ciudad de Segovia.
Desde el 21 de diciembre de 2018 puede verse como obra principal de la actualización expositiva que se ha llevado en la llamada Sala bajo claustro de la Catedral de Segovia. Las obras de excavación y adecuación de los espacios se llevaron a cabo en la segunda mitad de la década de los años noventa del siglo XX, pero no ha sido hasta 2018 cuando se ha culminado finalmente el proyecto y se ha abierto al público.

## Descripción
La pintura está considerada la obra maestra del pintor, conocido como el «Maestro de Segovia», tierra en la que se encuentran muchas de sus obras.
Representa en su tabla central el descendimiento de Jesús de la cruz, y en las laterales a San Miguel y San Antonio, mientras que en el reverso se representa una Anunciación.
Formó parte de la exposición de Las Edades del Hombre en sus ediciones de Valladolid (1988-1989), de Segovia (2003) y de Cuéllar en 2017.